# Wahlkreis Bad Dürkheim
Der Wahlkreis Bad Dürkheim (Wahlkreis 42, bis zur Landtagswahl 2016 noch Wahlkreis 41) ist ein Landtagswahlkreis in Rheinland-Pfalz.

## Wahlkreishistorie
Zur Landtagswahl von 1991 wurde das Wahlrecht in Rheinland-Pfalz reformiert. Hatte es zuvor als reines Listenwahlrecht fungiert, so wurde fortan – wie bei Bundestagswahlen und Landtagswahlen der meisten anderen Bundesländer – in ein Zweistimmenwahlrecht umgeändert, bei dem ein Teil der Abgeordneten direkt über Wahlkreise gewählt wird. Der Wahlkreis Bad Dürkheim umfasste zunächst die verbandsfreien Gemeinden Bad Dürkheim und Grünstadt sowie den Verbandsgemeinden Deidesheim, Freinsheim, Grünstadt-Land,  Hettenleidelheim und Wachenheim. Auf diese Weise umfasste er den größten Teil des namensgebenden Landkreises; lediglich Haßloch und die Verbandsgemeinde Lambrecht wurden dem benachbarten Wahlkreis Neustadt an der Weinstraße zugeschlagen.
Der Wahlkreis wies ein überdurchschnittliches Bevölkerungswachstum auf. Da er bereits ab 2006 den nach Einwohnerzahl größten Landtagswahlkreis in Rheinland-Pfalz darstellte, wechselte die Verbandsgemeinde Hettenleidelheim zur Wahl von 2016 in den Wahlkreis Donnersberg. Besagte Verbandsgemeinde fusionierte 2018 mit der Verbandsgemeinde Grünstadt-Land zur Verbandsgemeinde Leiningerland, wodurch die Grenze beider Wahlkreise seither mitten durch letztere verläuft. Bis 2011 kam dies innerhalb von Rheinland-Pfalz nicht vor.
Erster direkt gewählter Abgeordneter war Fritz Preuss von der SPD im Jahr 1991. 1996 gewann Norbert Mittrücker von der CDU, von 2001 bis 2016 jeweils Manfred Geis von der SPD. 2021 errang Markus Wolf von der CDU das Direktmandat.

## Wahl 2021
Bei der Landtagswahl 2021 vom 14. März 2021 entfielen im Wahlkreis auf die einzelnen Wahlvorschläge:
| Direktkandidaten   | Partei           | Wahlkreisstimmen in % | Landesstimmen in % |
| ------------------ | ---------------- | --------------------- | ------------------ |
| Christoph Spies    | SPD              | 30,1                  | 35,4               |
| Markus Wolf        | CDU              | 32,0                  | 28,4               |
| Iris Nieland       | AfD              | 7,8                   | 7,9                |
| Petra Dick-Walther | FDP              | 6,6                   | 6,4                |
| Joschka Brodbeck   | Grüne            | 10,2                  | 9,8                |
| Jens Schwaab       | Die Linke        | 1,9                   | 1,7                |
| Frank Grieger      | Freie Wähler     | 8,8                   | 5,4                |
| –                  | Piraten          | –                     | 0,4                |
| –                  | ÖDP              | –                     | 0,5                |
| Felix Eichner      | Klimaliste       | 2,5                   | 0,9                |
| –                  | Die PARTEI       | –                     | 0,7                |
| –                  | Tierschutzpartei | –                     | 1,4                |
| –                  | Volt             | –                     | 1,0                |

## Wahl 2016
Die Ergebnisse der Wahl zum 17. Landtag Rheinland-Pfalz vom 13. März 2016:
| Direktkandidaten                  | Partei       | Wahlkreisstimmen | Landesstimmen |
| --------------------------------- | ------------ | ---------------- | ------------- |
| Manfred Geis                      | SPD          | 34,8 %           | 37,3 %        |
| Markus Wolf                       | CDU          | 31,8 %           | 29,5 %        |
| Ruth Ratter                       | GRÜNE        | 6,3 %            | 5,1 %         |
| Petra Dick-Walther                | FDP          | 7,1 %            | 7,7 %         |
| Barbara Seid                      | DIE LINKE    | 2,2 %            | 1,8 %         |
| Heike Rung-Braun                  | Freie Wähler | 6,7 %            | 3,4 %         |
| Iris Nieland                      | AfD          | 11,1 %           | 12,7 %        |
| –                                 | Sonstige *   | –                | 2,4 %         |
| Wahlberechtigte: 69.757 Einwohner |              |                  |               |
| Wahlbeteiligung: 76,1 %           |              |                  |               |

- Manfred Geis (SPD) wurde direkt gewählt.[5]
- Iris Nieland (AfD) wurde über die Landesliste (Listenplatz 12) gewählt.[5]

## Wahl 2011
Die Ergebnisse der Wahl zum 16. Landtag Rheinland-Pfalz vom 27. März 2011:
| Direktkandidaten                  | Partei       | Wahlkreisstimmen | Landesstimmen |
| --------------------------------- | ------------ | ---------------- | ------------- |
| Manfred Geis                      | SPD          | 35,4 %           | 35,1 %        |
| Norbert Mittrücker                | CDU          | 35,3 %           | 34,2 %        |
| Günter Eymael                     | FDP          | 4,9 %            | 5,0 %         |
| Ruth Ratter                       | GRÜNE        | 13,5 %           | 15,0 %        |
| James Herrmann                    | DIE LINKE    | 2,6 %            | 2,3 %         |
| Klaus Armstroff                   | NPD          | 1,8 %            | 1,4 %         |
| Marion Magin                      | Freie Wähler | 6,4 %            | 4,3 %         |
| Sonstige                          | Sonstige     | –                | 2,7 %         |
| Wahlberechtigte: 78.628 Einwohner |              |                  |               |
| Wahlbeteiligung: 68,5 %           |              |                  |               |

- Manfred Geis (SPD) wurde direkt gewählt.[6]
- Norbert Mittrücker (CDU) wurde über die Landesliste (Listenplatz 7) gewählt.[8]
- Ruth Ratter (GRÜNE) wurde über die Landesliste (Listenplatz 11) gewählt.[8]

## Wahl 2006
Die Ergebnisse der Wahl zum 15. Landtag Rheinland-Pfalz vom 26. März 2006:
| Direktkandidaten                  | Partei   | Wahlkreisstimmen | Landesstimmen |
| --------------------------------- | -------- | ---------------- | ------------- |
| Manfred Geis                      | SPD      | 40,7 %           | 44,5 %        |
| Norbert Mittrücker                | CDU      | 36,1 %           | 30,3 %        |
| Günter Eymael                     | FDP      | 10,3 %           | 9,8 %         |
| Roland Vogt                       | GRÜNE    | 5,4 %            | 5,1 %         |
| Karl Horst                        | REP      | 3,9 %            | 2,6 %         |
| Margarete Nickel                  | ödp      | 0,8 %            | 0,2 %         |
| James Herrmann                    | WASG     | 2,8 %            | 2,3 %         |
| –                                 | Sonstige | –                | 5,3 %         |
| Wahlberechtigte: 78.484 Einwohner |          |                  |               |
| Wahlbeteiligung: 65,4 %           |          |                  |               |

- Manfred Geis (SPD) wurde direkt gewählt.[9]
- Norbert Mittrücker (CDU) wurde über die Landesliste (Listenplatz 11) und Günter Eymael (FDP) über die Bezirksliste (Listenplatz 1 im Bezirk 4) gewählt.[11]